# Герман Самуїл Йосипович
Самуї́л Йо́сипович Ге́рман (1913 — після 1979) — український науковець, кандидат технічних наук (1958), лауреат Державної премії УРСР в галузі науки і техніки 1979 року.

## З життєпису
Народився 1913 року. 1958 року здобув ступінь кандидата технічних наук. Станом на 1979 рік — головний конструктор проєкту Всесоюзного проектно-технологічного інституту енергетичного машинобудування.
Лауреат Державної премії УРСР в галузі науки і техніки 1979 року — за «створення серії парових турбін одиничною потужністю 500 000 кВт (типу К-500-65/3000) для атомних електростанцій», співавтори Брюханов Віктор Петрович, Вірченко Михайло Антонович, Капінос Василь Максимович, Касаткін Борис Сергійович, Косяк Юрій Федорович, Назаров Ігор Костянтинович, Панков Ігор Іванович, Рудковський Арій Федорович, Сухінін Віктор Павлович.